# Tenis de mesa
El tenis de mesa (también conocido como ping-pong o pimpón) es un deporte de raqueta que se disputa entre dos jugadores o dos parejas (dobles). Es un deporte olímpico desde Seúl 1988, y el deporte con mayor número de practicantes, con 40 millones de jugadores compitiendo en todo el mundo. Según un estudio realizado por la NASA, es el deporte más complicado que un ser humano puede practicar a nivel profesional. Diversos estudios han demostrado que la práctica de este deporte mejora, entre otras, la capacidad y el tiempo de reacción, la coordinación ojo-mano, la concentración y la memoria.
La regulación a nivel mundial de este deporte corre a cargo de la Federación Internacional de Tenis de Mesa (ITTF, por sus siglas en inglés), que agrupa a más de 200 organizaciones nacionales y 33 millones de federados a todos los niveles de competición, desde torneos de clubs hasta los campeonatos del mundo, que se celebran anualmente desde 1926 y bienalmente desde 1957, o el World Tour, un conjunto de torneos organizados por la ITTF que se celebran en todos los continentes y que reúne a los profesionales del más alto nivel.
Nació en la década de 1870 en Inglaterra como una derivación del tenis. La historia de este deporte está marcada por una serie de evoluciones técnicas, como la naturaleza de los revestimientos de las raquetas, aumento del tamaño de la pelota, la reducción del número de tantos por juego o la introducción y posterior prohibición del uso de pegamentos rápidos, evoluciones que condujeron a innovaciones en el estilo de juego, como la utilización del agarre de la raqueta con estilo asiático o «de lapicero» (originalmente por los húngaros y posteriormente por los asiáticos), y en las tácticas empleadas, como la aparición del topspin a finales de los años 1980. El tenis de mesa moderno permite una gran variedad de sistemas de juego, tanto ofensivos como defensivos.

## Historia

### Inicios
Aunque a menudo se asocia el tenis de mesa con los países asiáticos, está ampliamente aceptado que este deporte nació en el último cuarto del siglo XIX en Inglaterra como una derivación del tenis. Es posible que jugadores de tenis ante la adversa climatología inventaran una especie de tenis en miniatura utilizando una mesa de billar o de comedor, en un club de tenis, y dividiéndola en dos campos con libros o simultáneamente con una cuerda. Como pelotas servirían algunos de los muchos modelos existentes para juegos infantiles, o incluso tapones de corcho convenientemente adaptados. Las raquetas serían tapas de cajas de puros o bates infantiles. Indudablemente se mezcla la leyenda con la realidad. Por esta versión se inclinan Gerald Gurney y Ron Crayden, dos profundos estudiosos en la historia del tenis de mesa. Los estudiantes universitarios adoptaron rápidamente el entonces juego de salón en toda Inglaterra. En 1884 la firma F. H. Ayres Ltd. (Frederick Henry Ayres) ya comercializaba un juego de tenis de salón en miniatura. El británico James Devonshire patenta, el 9 de octubre de 1885, su «Table Tennis», la primera vez de la que se tiene conocimiento en utilizar el término «tenis de mesa». En julio de 1890, el industrial de Yorkshire David Forster, patentó un juego de mesa para sala, el cual consistía únicamente en una mesa rodeada con una especie de valla para mantener la pelota dentro de unos límites. No existen evidencias de su comercialización.
En 1891, John Jaques, fabricante de artículos deportivos, patentó un juego llamado Gossima, el cual no tuvo aceptación. Ese mismo año Charles Barter, de Gloucestershire, registró una patente con pelotas de corcho, y en fechas cercanas James Gibb, atleta famoso y fundador de la Amateur Athletic Association, improvisó un material que consistía en una red fija a dos postes y sobre una superficie de madera elevada del suelo, inventando un juego de 21 puntos y con pelotas de goma. Gibb encontró en América pequeñas pelotas de celuloide, introduciéndolas en el juego con un éxito inmediato. James Gibb sugirió el nombre de Ping Pong a la firma John Jaques Ltd., la cual registró el nombre. El nombre viene por el sonido de ping que hacía la pelota de celuloide al impactar con las raquetas recubiertas en pergamino y el sonido pong al contacto de la pelota con la mesa. Estas raquetas de pergamino tenían un mango de 45 cm de longitud.

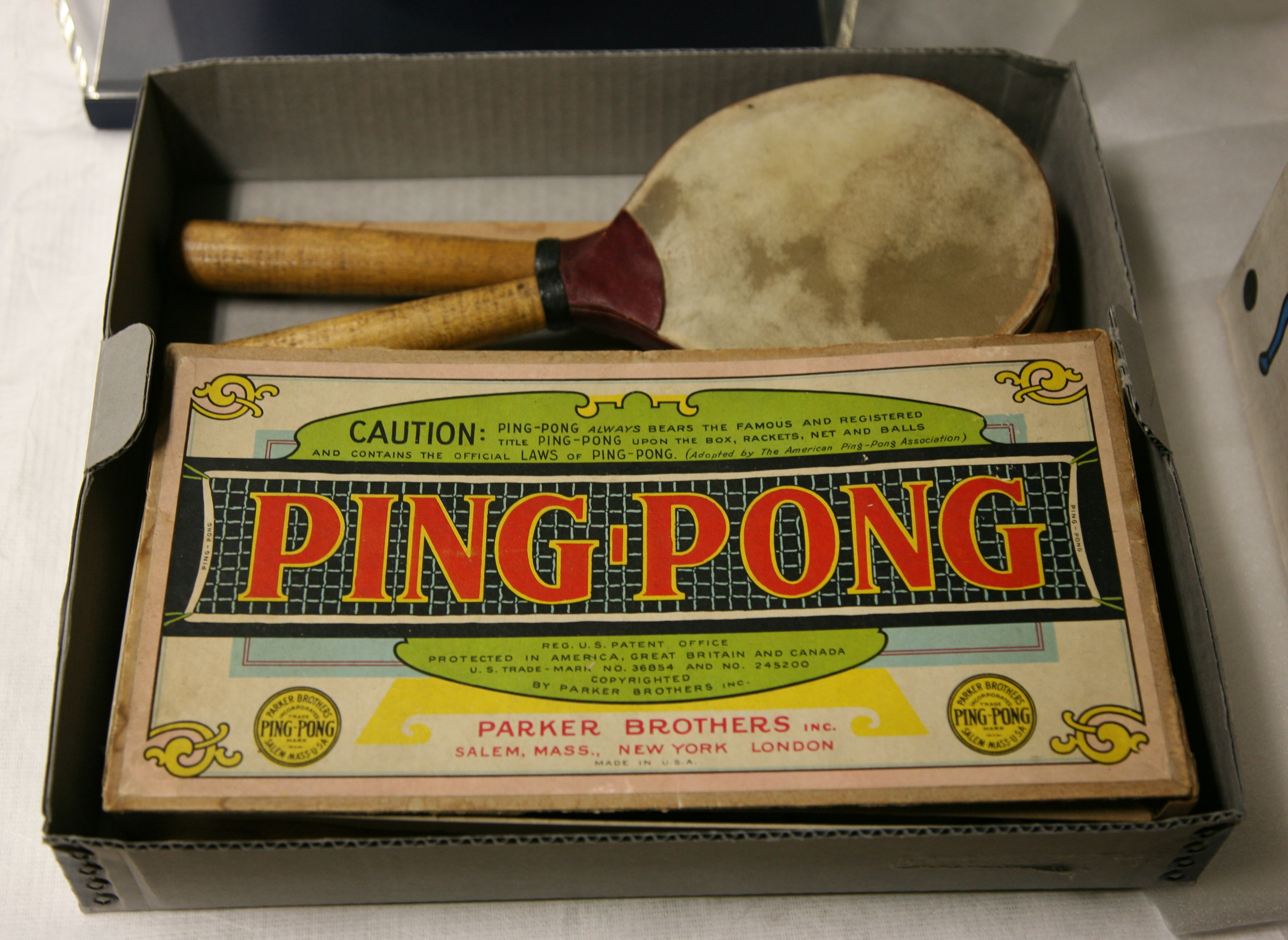
Juego de Ping-Pong de principios del comercializado por la empresa Parker Brothers (Museo de los Niños de Indianápolis).

Ya en 1901 se celebraron en Inglaterra torneos de ping-pong con participación de hasta 300 jugadores y con premios en metálico por importe de hasta 25 libras. En este año se constituye en Inglaterra la Asociación de Ping Pong, la cual contaba con unos 500 jugadores pertenecientes a 39 clubes distribuidos por todo el país. En estas fechas iniciales el servicio se hacía directamente por encima de la red, como el tenis, teniendo una altura variable de 17 cm y de 17,5 cm. Los juegos de dobles eran designados por el nombre de «juego a cuatro manos». En Branthem Essex se producía, según una información de la época, toneladas de pelotas de celuloide a la semana (2,5 millones de unidades aproximadamente) y se distribuían por todo el mundo.
En 1902 comenzó a publicarse la primera revista sobre este deporte, la The Table Tennis and Pastimes Pioneer, que tenía una periodicidad semanal y que se enorgullecía ese mismo año de haber alcanzado la cifra de 20 000 lectores. También en este mismo año se habían editado en Inglaterra y en EE. UU. unos 20 libros con instrucciones del juego. Los principales jugadores ingleses de la época, que desempeñarían un gran papel en la evolución del tenis de mesa mundial fueron A. Parker, P. Bronfield, P. E. Warden, G. J. Ross, J. J. Payme, J. Thompson, E. C. Goode y A. T. Finney; y el primer punteado cubierto de caucho o goma fue patentado por Frank Bryan en 1901 y vendido bajo el nombre de Atropo. Este tipo de raqueta fue adoptado casi universalmente durante muchos años. Salió también la raqueta de aluminio, garantizando gran rapidez, pero era muy cara y no se vendía. Ayres y G. G. Bussey fabricaron raquetas acordonadas, como las de tenis, en miniatura. Eran de fabricación muy esmerada y utilizaban cordones muy tensos y de gran calidad, pero tenían el inconveniente de que no ofrecían buen control sobre la pelota y fueron prohibidas en muchos torneos, probablemente porque no producía ruido alguno. Las primitivas pelotas de celuloide eran excesivamente ligeras y además tenían la desventaja de que, como se fabricaban en dos partes que luego se unían, la junta producía un bote muy inconsistente. En 1900 Jaques Ltd. fabricaba una pelota de celuloide sin costura y normalizada en tamaño y forma. Las pelotas fueron adquiriendo dureza y además incrementaron el tamaño, circunstancia que facilitaba un juego rápido. Los accesorios para jugar, excepto la raqueta, se vendían en estuches fabricados principalmente en Inglaterra y en Estados Unidos.h

### Internacionalización y reglamentación
En 1922 ya se conocía el nuevo deporte en gran parte de Europa y la India, estando regulado en varios países y jugándose campeonatos asiduamente. En el año 1926 se funda la Asociación Inglesa de Tenis de Mesa con nuevas reglas y estatutos, eligiéndose como presidente a Ivor Montagu y como secretario a Bill Pope. Cuando se fundó esta asociación, tanto Montagu como Pope emprendieron la tarea de organizar el I Campeonato del mundo en Londres, que tuvo un gran éxito y resolvió económicamente en el año 1926 con 300 libras de pérdidas. La idea del campeonato mencionado surgió con motivo de un torneo internacional organizado en Berlín por el doctor Lehmann, participando alemanes, austríacos, húngaros e ingleses. En este torneo se habló de la necesidad de constituir una Federación Internacional de Tenis de Mesa de forma provisional y la organización del I Campeonato del Mundo y de un Congreso, ambos en Londres. Celebrado el Congreso se constituye oficialmente la Federación Internacional de Tenis de Mesa (ITTF), nombrándose presidente a Ivor Montagu y secretario a Bill Pope, el cual lo sería hasta su muerte prematura en 1950.

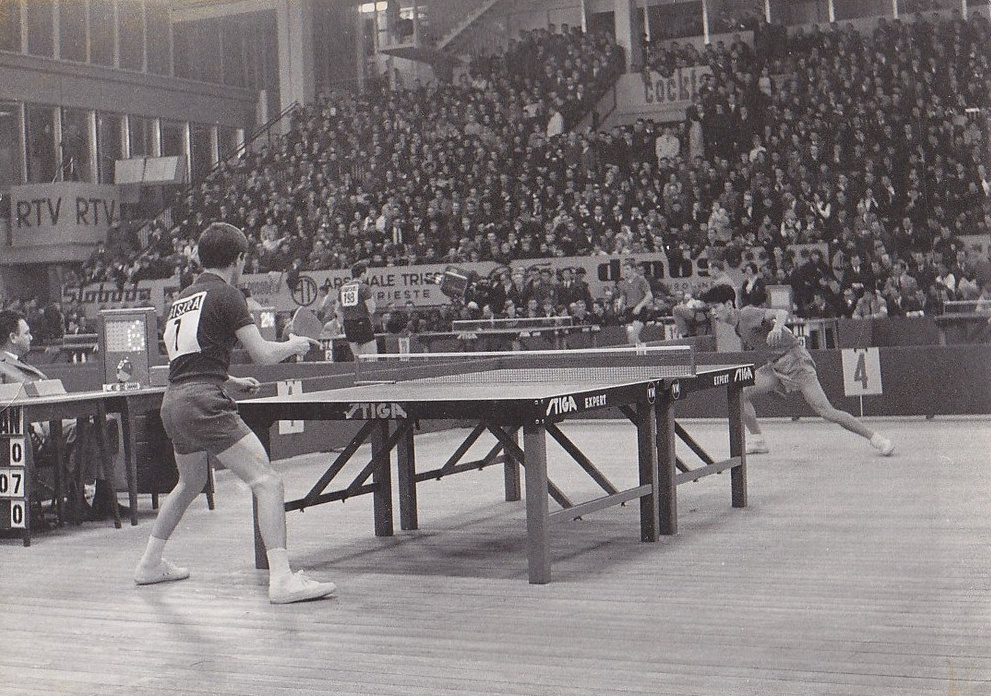
Partido del Campeonato del Mundo de 1965, celebrado en Liubliana.

En este primer campeonato del mundo se dona por lady Swaythling, madre de Montagu, la Copa que lleva su nombre para ser disputada por equipos masculinos. Participan Hungría, Austria, Inglaterra, India, País de Gales, Checoslovaquia y Alemania. En principio la denominación no iba a ser la de Campeonato del Mundo, pero la participación de ocho jugadores indios, residentes en realidad en Inglaterra, condujo a los organizadores a darle este nombre. La participación femenina fue muy baja, pues se redujo a 14 jugadoras: 11 inglesas, 2 austriacas y 1 húngara. Estos primeros Campeonatos vieron el triunfo total de los representantes de Hungría, los cuales se alzaron con todos los títulos. El campeonato ya se jugó en mesas con las dimensiones actuales, aunque la altura de la red era de 17,5 cm. La Organización de este primer Campeonato recomendaba a los jugadores el no usar prendas de color blanco, para que no se confunda con la pelota, pero no impedía que la vestimenta fuera poco deportiva, pues los hombres utilizaban pantalones largos, camisas de manga larga y además chalecos, e incluso en algunos casos corbatas, y las mujeres faldas largas y vestidos normales de calle. La primera decisión del Congreso de Londres fue la de intentar unificar las reglas que entonces imperaban en el Tenis de Mesa. En el I Campeonato del Mundo se había jugado en equipos a 21 tantos cada juego y al mejor de tres juegos, y en individuales al mejor de cinco juegos. La ITTF hace oficiales para 1927 dos sistemas diferentes: el sistema de contar hasta 21 tantos en cada juego y que era defendido por los ingleses, y el sistema de tenis de campo en sets de seis juegos, sistema preconizado por húngaros, austriacos y alemanes. En enero de 1928, durante los campeonatos del mundo celebrados en Estocolmo, fue tomada la decisión de unificar el sistema y contar hasta 21 tantos.

### Incorporación de los países asiáticos
En sus inicios, el tenis de mesa está dominado por los países del Bloque del Este europeo, especialmente por Hungría y Checoslovaquia. Con jugadores como el gran Viktor Barna, Hungría consigue la medalla de oro en los campeonatos del mundo por equipos entre 1926 y 1931, entre 1933 y 1935 y en 1938, 1949 y 1952 (entre 1940 y 1946 no se disputaron).
El primer país asiático en frenar el dominio europeo fue Japón, que dominó los mundiales entre 1952 y 1957. Este dominio fue el reflejo de una incorporación técnica aportada por este país: la espuma. Al colocar una fina espuma entre la madera de la raqueta y la goma, se hicieron posibles efectos inéditos con las raquetas clásicas. Con la irrupción de los japoneses en este deporte y la incorporación de nuevas técnicas y materiales, empezó una nueva época de la historia del tenis de mesa.

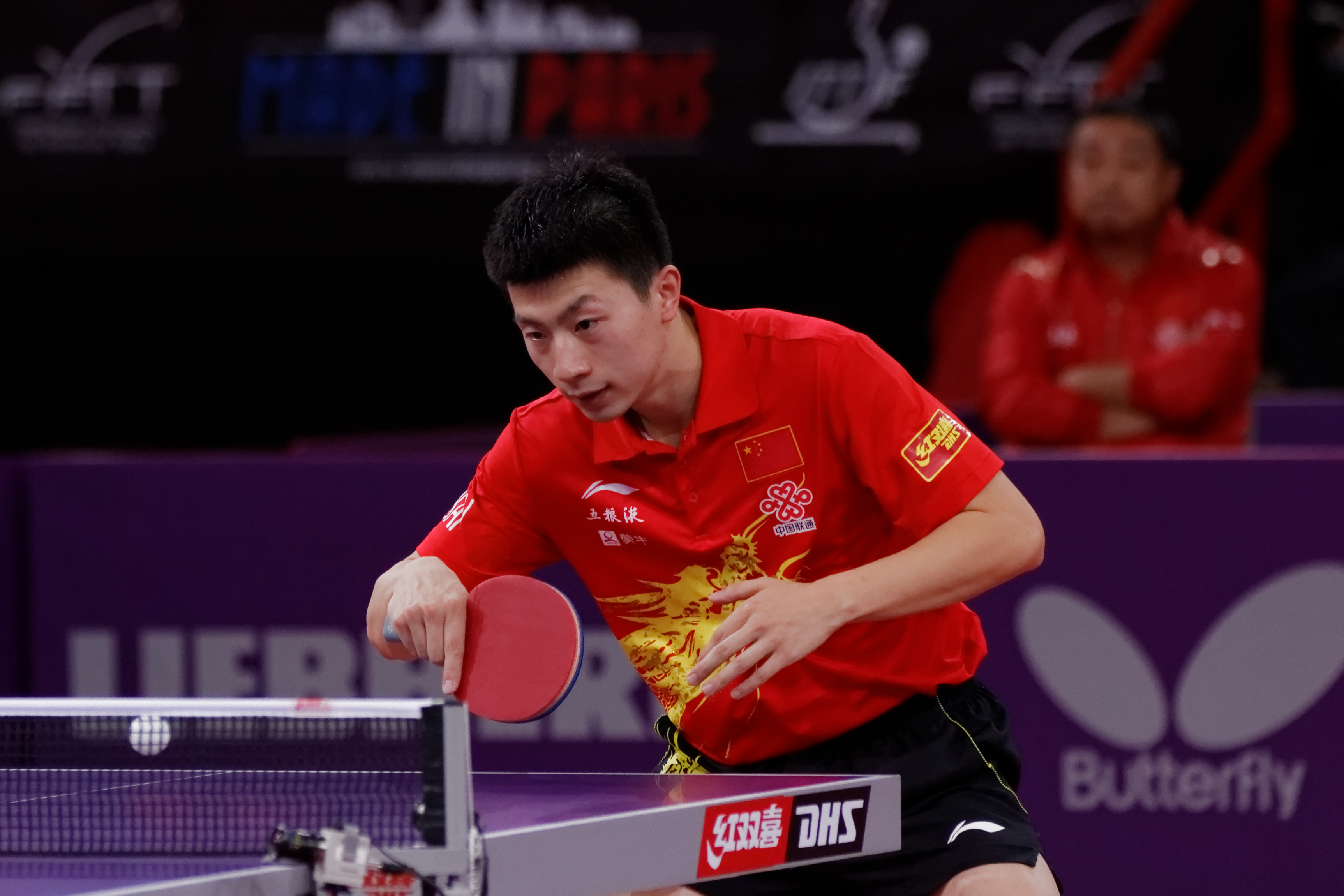
Ma Long durante los Campeonatos del Mundo de 2013. La supremacía de China comienza en los años 1960 y se mantiene hasta nuestros días.

En 1959, en los campeonatos del mundo de Dortmund, el jugador chino Rong Guotuan ganó la medalla de oro individual, convirtiéndose en el primer deportista de ese país en conquistar un título mundial en cualquier deporte. La supremacía de China comienza en los años 1960 y se mantiene hasta nuestros días. China es actualmente la mayor potencia en tenis de mesa: desde que este deporte entró en el programa olímpico, y hasta las olimpiadas de Río de Janeiro 2016, el tenis de mesa distribuyó 32 medallas de oro, de las cuales China obtuvo 28. Esta supremacía solamente ha sido interrumpida por casos aislados como el húngaro Tibor Klampar en 1979 y sobre todo por los suecos en los años 1990, especialmente con Jan-Ove Waldner y Jörgen Persson.
A principios de los años 1970 se inició un intercambio de partidas de tenis de mesa entre jugadores chinos y estadounidenses al que se conoció en los medios de comunicación como la «Diplomacia del ping-pong» y que tuvo unas importantes implicaciones políticas. Este suceso marcó el comienzo del deshielo en las relaciones entre la China comunista y los Estados Unidos, además de que abrió el camino para la histórica visita al país asiático realizada en 1972 por el entonces presidente Richard Nixon. Esta histórica relación se vio reflejada en la popular y oscarizada película Forrest Gump.

### La escuela sueca

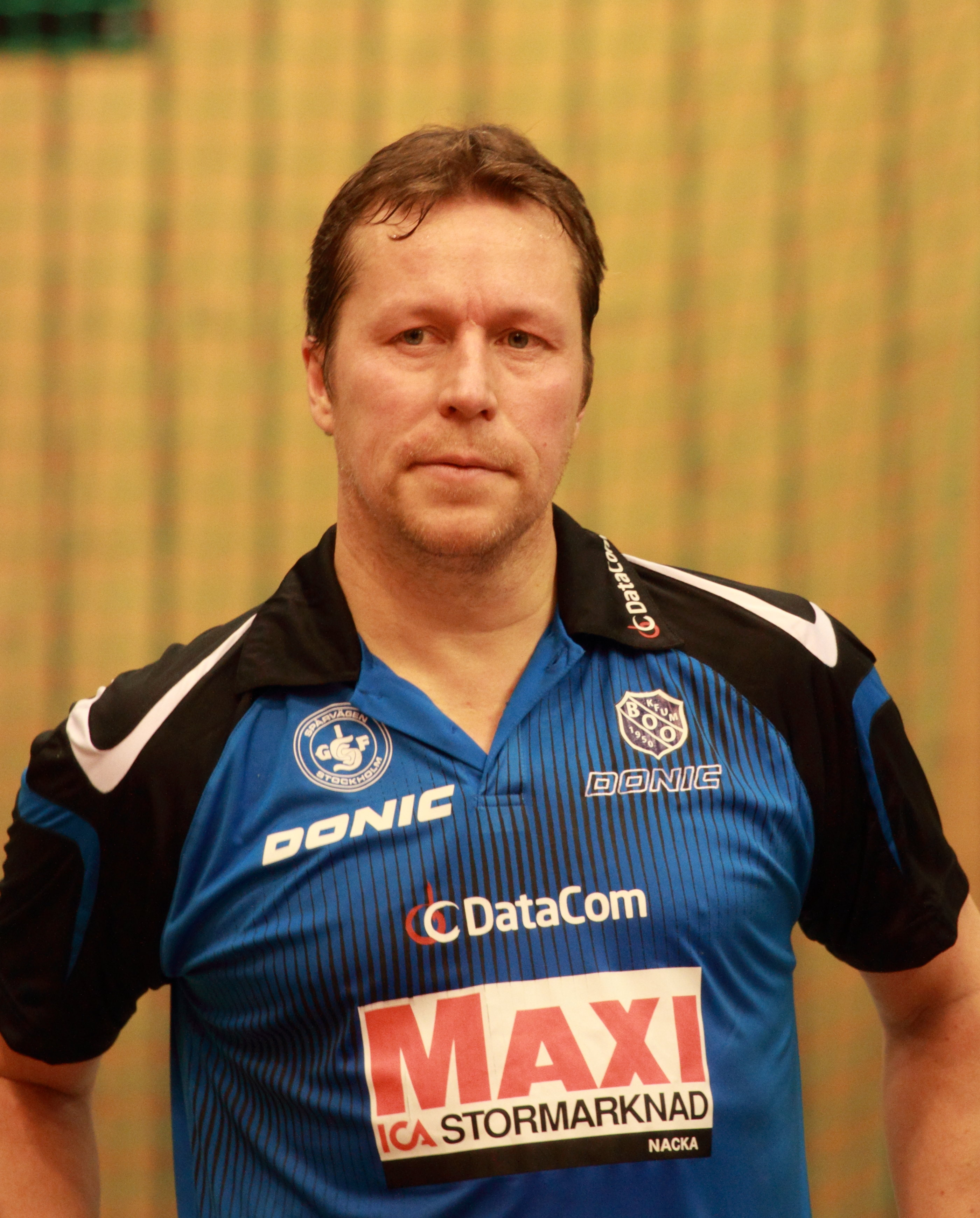
Jan-Ove Waldner.

En pleno dominio chino de este deporte, pocos países pudieron competir con el gigante asiático, a excepción de la llamada «escuela sueca» que, mediante innovadores métodos de entrenamiento consiguió hacerse con el campeonato del mundo por equipos en 1989, 1991, 1993 y 2000, con jugadores como Jörgen Persson o Peter Karlsson, pero sobre todo con Jan-Ove Waldner. En 1982, con menos de 17 años, Waldner fue subcampeón de Europa absoluto, y en 1983 subcampeón del mundo por equipos, en 1989 conquistó su primer campeonato del mundo individual y por equipos y en 1992 fue campeón olímpico individual en Barcelona. En 1997, ya superados los 30 años, consiguió su segundo campeonato del mundo individual, en el 2000 su cuarto campeonato del mundo por equipos y la medalla de plata individual en los Juegos Olímpicos de Sídney 2000, y en los de Atenas 2004, ya con 39 años, consiguió ser semifinalista en individuales.
Con un juego ofensivo muy vistoso, Waldner aumentó la popularidad de este deporte a lo largo de una carrera anormalmente extensa en el tenis de mesa al más alto nivel. En 2003 fue incluido en el Salón de la Fama del Tenis de Mesa.

### Deporte olímpico

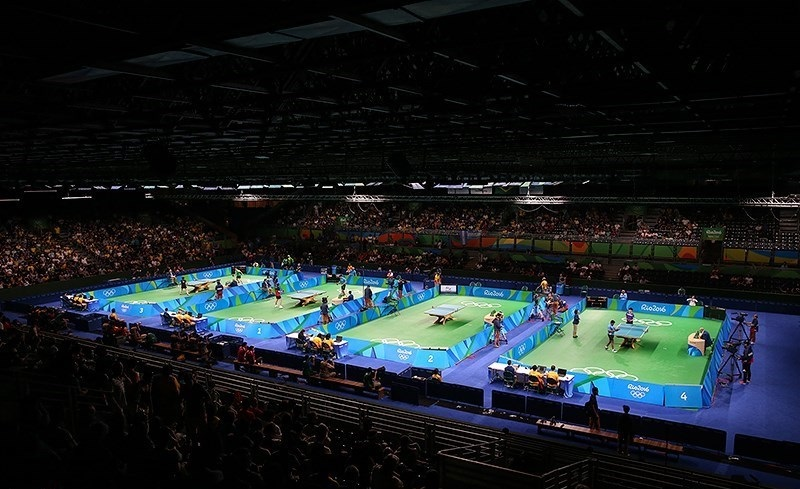
Juegos Olímpicos de Río de Janeiro 2016.

La adquisición del estatus olímpico es fundamental para el desarrollo y expansión de un deporte. Las propuestas para la inclusión del tenis de mesa como deporte olímpico se inician en 1931, pero no fue hasta 1977 cuando el director técnico del Comité Olímpico Internacional, Harry Banks, comunicó que el COI, en su 79.ª sesión celebrada en Praga, había acordado reconocer al tenis de mesa como deporte olímpico. En la 84.ª sesión del COI, en septiembre de 1981, se acordó la inclusión de este deporte en los Juegos, no obstante, el programa de la Olimpiada de 1984 en Los Ángeles no se pudo alterar, con lo que solo pudo ser deporte de exhibición y hubo que esperar hasta los Juegos de Seúl de 1988 para que al fin figurara en el programa oficial de los juegos.

## Reglamentación
La ITTF establece la reglamentación oficial del tenis de mesa a nivel mundial. De acuerdo con esta reglamentación se indican, de manera resumida, algunas de estas normas:

### La mesa

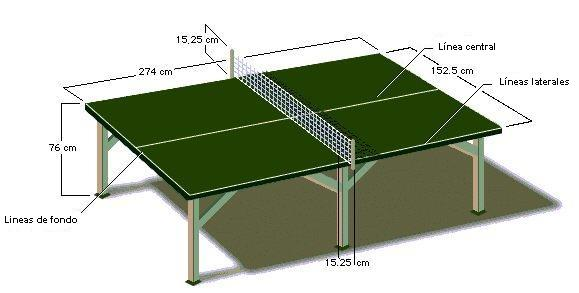
Representación esquemática de una mesa de juego, donde se indican las medidas reglamentarias.

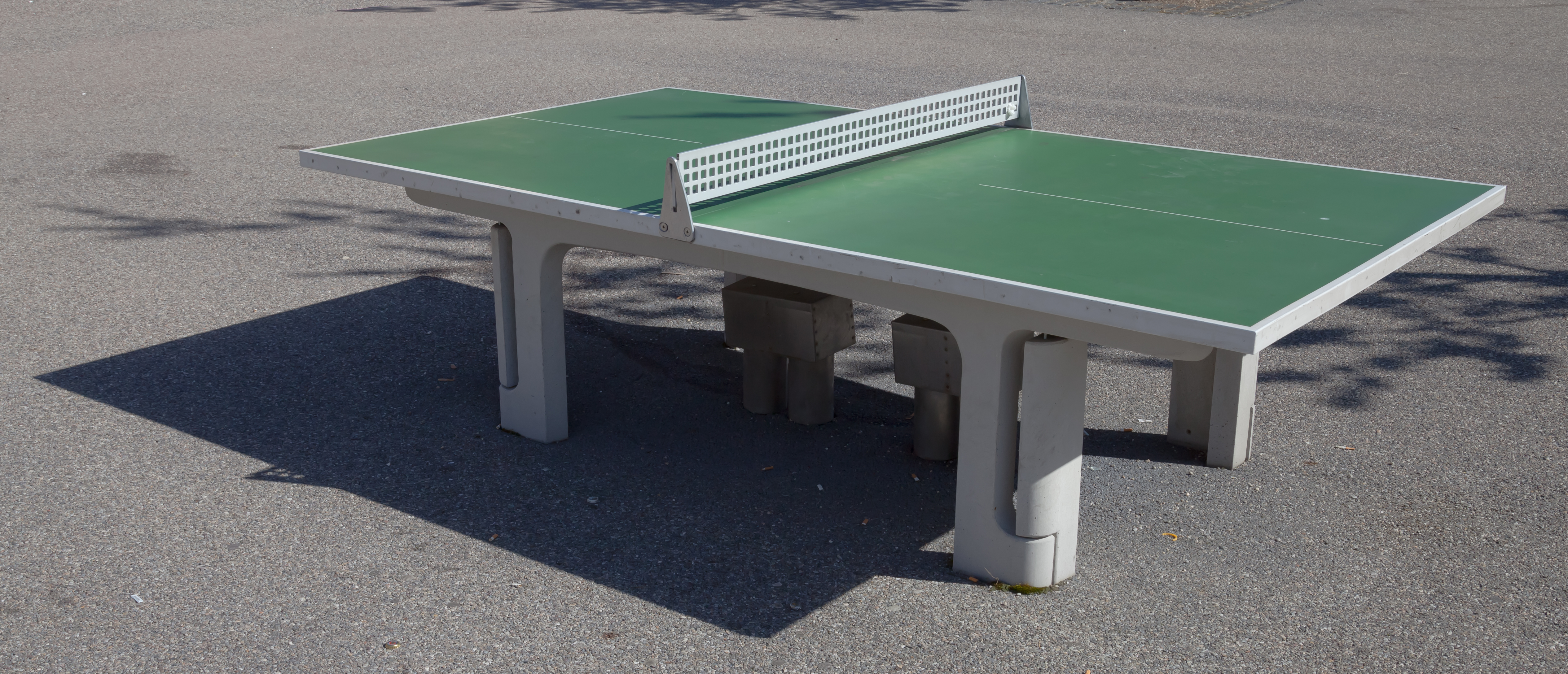
Mesa de ping-pong pública en Múnich, Alemania.

De acuerdo con las normas establecidas por la ITTF, la superficie superior de la mesa, conocida como superficie de juego, será rectangular, con una longitud de 2,74 m y una anchura de 1,525 m, y estará situada en un plano horizontal a 76 cm del suelo.
La superficie de juego puede ser de cualquier material y proporcionará un bote uniforme de unos 23 cm al dejar caer sobre ella una pelota reglamentaria desde una altura de 30 cm. El color debe ser oscuro, uniforme y mate, con una línea lateral blanca de 2 cm de anchura a lo largo de cada borde de 2,74 m, y una línea de fondo blanca de 2 cm de anchura a lo largo de cada borde de 1,525 m. Estará dividida en dos campos iguales por una red vertical paralela a las líneas de fondo y será continua en toda el área de cada campo.
Para dobles, cada campo estará dividido en dos medios campos iguales por una línea central blanca de 3 mm de anchura y paralela a las líneas laterales.

### La pelota
La pelota es esférica, tiene un diámetro de 40.5 mm y un peso de 2,7 g. Será de celuloide o de un material plástico similar. La ITTF autoriza únicamente pelotas de color naranja o blanco y de tono mate. Los estampados de las marcas pueden variar ampliamente, dependiendo del fabricante. Para el año 2015, la ITTF aprobó 74 modelos de pelotas para su utilización en competiciones.
El reglamento inicial de la ITTF de diciembre de 1926 establecía que la pelota debería tener una circunferencia de entre 4,5 y 4,75 pulgadas (aproximadamente entre 36 y 38 mm de diámetro). Tras los Juegos Olímpicos de Sídney 2000, a partir de octubre de ese mismo año y con el fin de disminuir la velocidad de juego y hacerlo más atractivo para los espectadores y las transmisiones por televisión, la ITTF incrementó el diámetro de la pelota de 38 a 40 mm.

### La raqueta

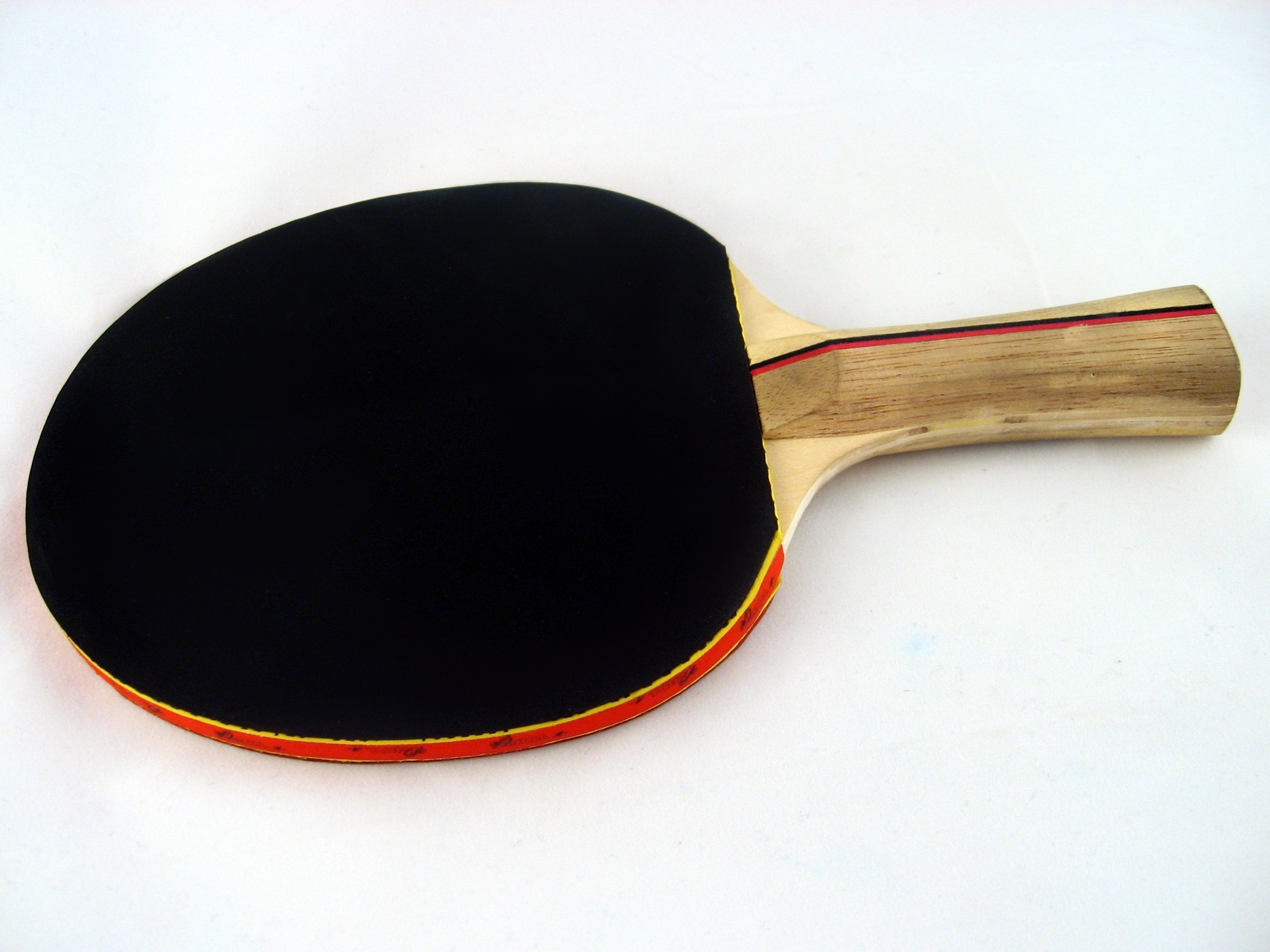
Una raqueta de tenis de mesa.

Para golpear la pelota se emplea una raqueta, que puede ser de cualquier tamaño, forma o peso, aunque la hoja deberá ser plana y rígida y, como mínimo, el 85 % de su grosor será de madera natural. La hoja puede estar reforzada en su interior con una capa adhesiva de un material fibroso como fibra de carbono, fibra de vidrio o papel prensado, pero sin sobrepasar el 7,5 % del grosor total o 0,35 mm, siempre la dimensión inferior.
El lado de la hoja usado para golpear la pelota estará cubierto, bien con goma de picos normal con los picos hacia fuera y un grosor total no superior a 2 mm, o bien con goma sándwich con los picos hacia dentro o hacia fuera y un grosor total no superior a 4 mm. La superficie del recubrimiento de los lados de la hoja, o la de un lado si este queda sin cubrir, será mate, negro por un lado y por el otro de un color luminoso, claramente diferenciable del negro y del color de la pelota.

### El partido
Los partidos pueden ser individuales o dobles. Después de cada 2 tantos anotados, el receptor o pareja receptora pasará a ser el servidor o pareja servidora, y así hasta el final del juego, a menos que ambos jugadores o parejas hayan anotado 10 tantos o esté en vigor la regla de aceleración. En estos últimos casos, el orden del servicio y de la recepción será el mismo, pero cada jugador servirá tan solo un tanto alternativamente.
En cada juego de un partido de dobles, la pareja que tiene el derecho a servir en primer lugar elegirá cuál de los dos jugadores lo hará primero, y en el primer juego de un partido la pareja receptora decidirá cuál de los dos jugadores recibirá primero; en los siguientes juegos del partido, una vez elegido el primer servidor, el primer receptor será el jugador que le servía en el juego anterior; en cada cambio de servicio, el anterior receptor pasará a ser servidor, y el compañero del anterior servidor pasará a ser receptor.
El jugador o pareja que sirva primero en un juego recibirá en primer lugar en el siguiente juego del partido. En el último juego posible de un partido de dobles, la pareja receptora cambiará su orden de recepción cuando la primera de las parejas anote 5 tantos. El jugador o pareja que comienza un juego en un lado de la mesa comenzará el siguiente juego del partido en el otro lado, y en el último juego posible de un partido, los jugadores o parejas cambiarán de lado después de que el primero de los jugadores o parejas anote 5 tantos.

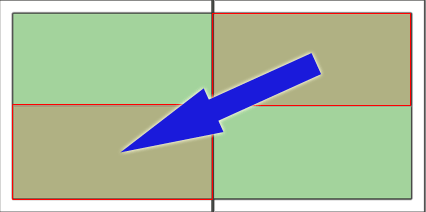
En los partidos de dobles el saque se realizará cruzado siempre desde el lado derecho del jugador que saca hacia el lado derecho del jugador del equipo contrario.

En los partidos de dobles los jugadores de la pareja tendrán que golpear alternativamente a la pelota (uno primero y otro después). En dobles el saque se realizará cruzado siempre desde el lado derecho del jugador que saca hacia el lado derecho del jugador del equipo contrario incluyéndose el rebote en la línea central como válido.
Ganará un juego el jugador o pareja que primero alcance 11 tantos, excepto cuando ambos jugadores o parejas consigan 10 tantos; en este caso, ganará el juego el primer jugador o pareja que posteriormente obtenga 2 tantos de diferencia (por ejemplo: 12-10). Un partido se disputará al mejor de cualquier número impar de juegos; el número de juegos por partido varía dependiendo de la competición.
Regla de aceleración
Salvo que se hayan anotado ya 18 tantos o más, si un juego no ha finalizado tras 10 minutos de duración (o en cualquier momento a petición de ambos jugadores o parejas) entrará en vigor la regla de aceleración.
A partir de ese momento, cada jugador servirá un tanto por turno hasta el final del juego, y si el jugador o pareja receptora hace 13 devoluciones correctas en una jugada, se anotará el tanto. Una vez que la regla haya entrado en vigor, se mantendrá hasta el final del partido.

### El servicio

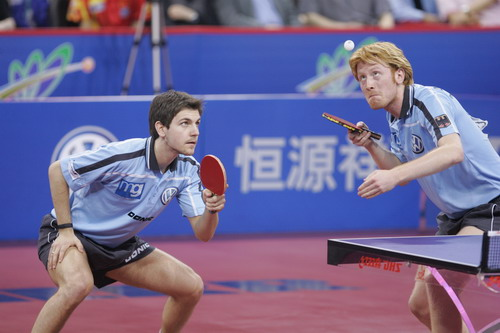
El jugador alemán Christian Süß ejecutando un servicio en un partido de dobles.

El servicio comenzará con la pelota descansando libremente sobre la palma abierta e inmóvil de la mano libre del servidor. Después, el servidor lanzará la pelota hacia arriba lo más verticalmente posible, sin imprimirle efecto, de manera que se eleve al menos 16 cm tras salir de la palma de la mano libre y luego caiga sin tocar nada antes de ser golpeada. Cuando la pelota está descendiendo, el servidor la golpeará de forma que toque primero su campo y después toque directamente el campo del receptor; en dobles, la pelota tocará sucesivamente el medio campo derecho del servidor y del receptor.
Desde el comienzo del servicio hasta que es golpeada, la pelota estará por encima de la superficie de juego y por detrás de la línea de fondo del servidor, y no será escondida al receptor por el servidor o su compañero de dobles ni por nada de lo que ellos vistan o lleven. Tan pronto como la pelota haya sido lanzada, el brazo y la mano libres del servidor se quitarán del espacio existente entre la pelota y la red.
La jugada será anulada si en el servicio la pelota toca el conjunto de la red, siempre y cuando, por lo demás, el servicio sea correcto. También será un tanto nulo si se efectúa el servicio cuando el receptor o pareja receptora no están preparados, siempre que ni el receptor ni su compañero intenten golpear la pelota.

## Evolución en la reglamentación
Desde la primera normativa instaurada por la ITTF en 1926, la reglamentación de este deporte ha experimentado numerosos cambios.
Así, por ejemplo, para evitar situaciones como las acontecidas en los campeonatos del mundo de 1936 en Praga, donde dos jugadores tardaron más de dos horas en finalizar un solo punto, o la de un partido entre el jugador francés Michel Haguenauer y el rumano Marin Goldberger que duró más de siete horas y media, en 1948 se instauró para las competiciones internacionales la regla de aceleración, y en 1963 se incorporó al reglamento.

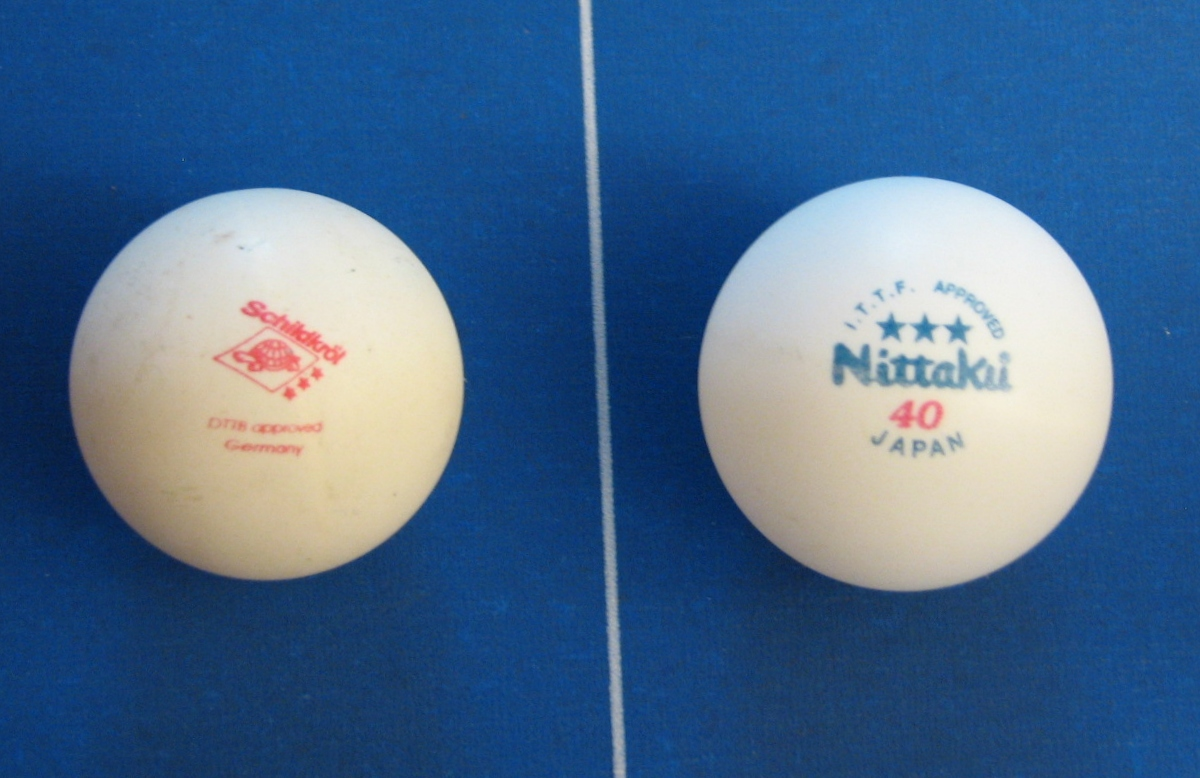
En el año 2000 la ITTF incrementó el diámetro de la pelota de 38 a 40 mm.

En el año 2000, y con el fin de disminuir la velocidad de juego y hacerlo más atractivo para los espectadores y las transmisiones por televisión, la ITTF incrementó el diámetro de la pelota de 38 a 40 mm. Al año siguiente la ITTF disminuyó el número de tantos necesarios para ganar un juego de 21 a 11 y la rotación en el servicio se redujo de cinco tantos a dos. En las competiciones de nivel nacional es necesario ganar tres juegos de 11 tantos para ganar un partido, frente a los dos juegos de 21 tantos que se utilizaba con la reglamentación anterior, y a nivel internacional, es necesario ganar cuatro juegos, en lugar de los tres de veintiún puntos anteriores. Este cambio hizo que todos los puntos fueran importantes, haciendo el juego más emocionante ya desde el primer tanto.
En 2003, la reglamentación del servicio se complementa con la prohibición de ocultar la pelota durante el servicio; tan pronto como la pelota haya sido lanzada, el brazo y la mano libres del servidor se quitarán del espacio existente entre la pelota y la red. Anteriormente era posible situar el brazo que no sostiene la raqueta delante de la pelota durante el servicio, ocultando al jugador que restaba el impacto de la raqueta con la pelota. Esta modificación permite percibir con mucho más detalle los servicios, incluso por parte de los espectadores, y promover un juego basado en el intercambio de golpes en lugar del basado en los servicios.
Desde septiembre de 2008 se prohibió la utilización de colas con disolventes orgánicos volátiles (SOV). La utilización de ese tipo de colas aumentaba la velocidad, pero los disolventes utilizados para su producción eran peligrosos para la salud.

## Vestimenta
La vestimenta normal de juego consistirá normalmente en un polo de manga corta o sin mangas, un pantalón corto o una falda o vestido deportivo de una pieza, calcetines y zapatillas de deporte; durante el juego no podrán usarse otras prendas, como parte o la totalidad de un chándal, a no ser que el juez árbitro lo permita. No está permitido utilizar prendas del mismo color de la pelota de juego utilizada.
Las prendas utilizadas pueden llevar números o rótulos en la espalda de la camiseta para identificar a un jugador, su Asociación o su club, y publicidad. Las marcas o ribetes situados en la parte frontal o lateral de una prenda de juego, así como los objetos que lleve un jugador, como por ejemplo joyas, no serán demasiado llamativos ni emitirán un brillo reflectante que deslumbre al oponente, y no se pueden utilizar prendas con dibujos o rótulos que pudieran resultar ofensivos o desacreditar el juego.

## Condiciones de juego

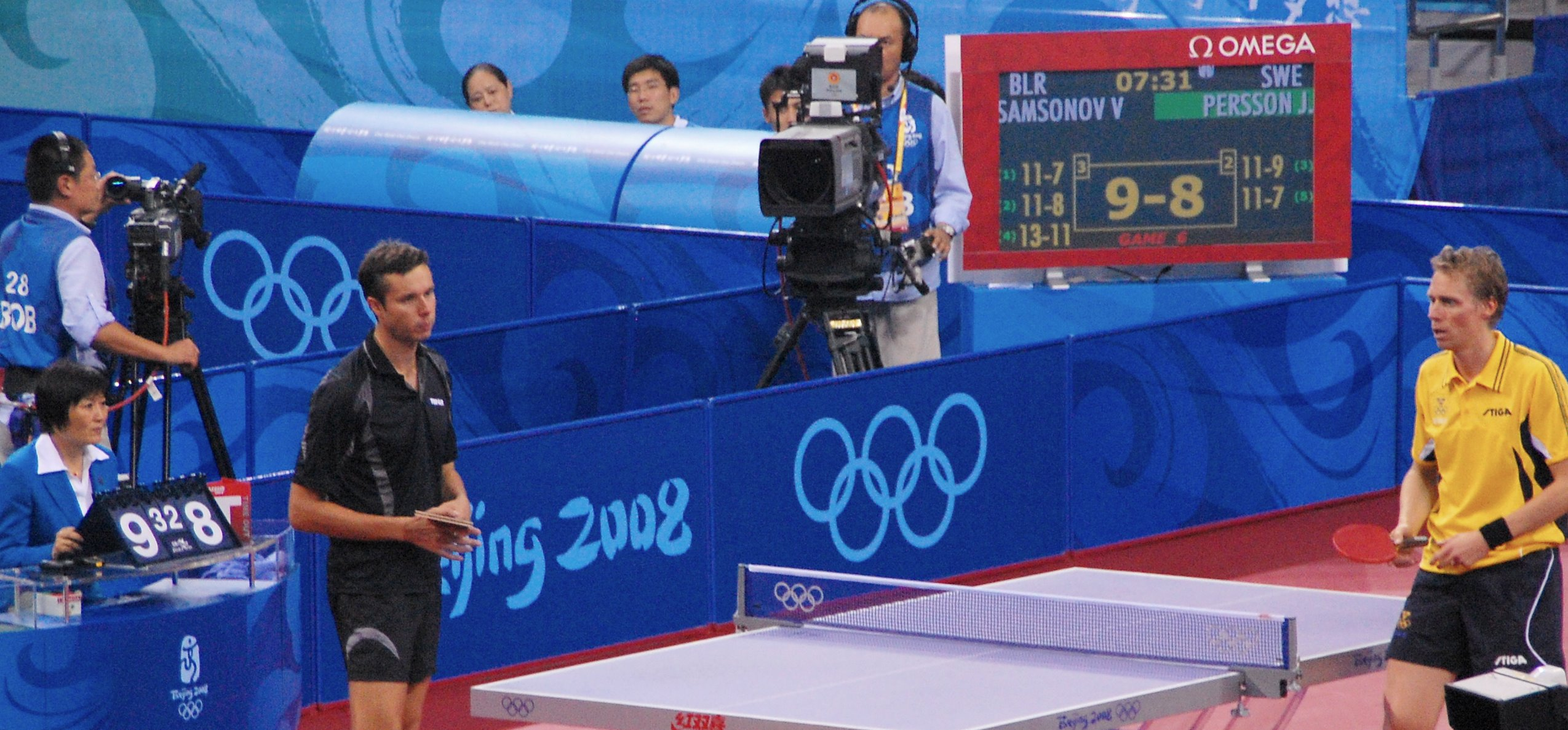
Vladimir Samsonov frente a Jörgen Persson en los Juegos Olímpicos de Pekín 2008.

- El espacio de juego será rectangular y no menor de 14 m de largo, 7 m de ancho y 5 m de alto;  deberá estar delimitado por vallas de aproximadamente 75 cm de altura, todas del mismo color de fondo oscuro, que la separen de las áreas contiguas y de los espectadores.
- En competiciones por el título mundial u olímpico la intensidad luminosa, medida a la altura de la superficie de juego, deberá ser, como mínimo, de 1000 lux, uniformemente distribuida sobre el total de la superficie de juego, y, como mínimo, de 500 lux en el resto del área de juego; en otras competiciones, la intensidad será, como mínimo, de 600 lux, uniformemente distribuida sobre la superficie de juego, y, como mínimo, de 400 lux en el resto del área de juego.
- Cuando se juegue en varias mesas a la vez, el nivel de iluminación deberá ser el mismo para todas ellas, y el del fondo de la sala de juego no deberá ser mayor que el mínimo en el área de juego. La fuente de iluminación deberá estar, como mínimo, a 5 m por encima del suelo.
- El fondo deberá ser, en general, oscuro y no podrá contener fuentes de luz brillante ni dejar pasar claridad a través de ventanas sin cubrir u otras aberturas.
- El suelo no podrá ser de color claro, ni con brillo reflectante ni resbaladizo, y su superficie no podrá ser de ladrillo, cerámica, cemento o piedra; en competiciones por el título Mundial u Olímpico, el suelo deberá ser de madera o de otro material sintético enrollable, de una marca y tipo autorizados por la ITTF.[34]

## Principales competiciones
Las principales competiciones internacionales de tenis de mesa son:
- El Campeonato del Mundo que tiene lugar cada dos años, y los Juegos Olímpicos, en los que se disputan cuatro títulos: individual masculino, individual femenino, dobles masculino y femenino hasta el año 2004, y por equipos desde 2008.[40]

- la Copa del Mundo que, desde 1980, reúne anualmente a los campeones de cada continente y a los mejores jugadores del momento.

- El Circuito Mundial (World Tour), un conjunto de torneos organizados por la ITTF que se celebran en todo el mundo donde compiten los jugadores profesionales del más alto nivel, y que se cierra cada temporada con la Fase Final (World Tour Grand Finals).[40]

En la siguiente tabla se muestran los jugadores —hombres y mujeres— que han conseguido al menos cinco victorias individuales en sus participaciones en dichas competiciones:
| Nombre            | Años con victorias | CM / JJ. OO | Copa del Mundo | Circuito Mundial | Total |
| ----------------- | ------------------ | ----------- | -------------- | ---------------- | ----- |
| Ma Long           | 2008-2019          | 4           | 2              | 5                | 11    |
| Wang Nan          | 1997-2007          | 3           | 4              | 2                | 9     |
| Liu Shiwen        | 2009-2019          | 1           | 5              | 3                | 9     |
| Ding Ning         | 2011-2018          | 4           | 3              | 1                | 8     |
| Deng Yaping       | 1991-1997          | 5           | 1              | 1                | 7     |
| Angelica Rozeanu  | 1950-1955          | 6           | -              | -                | 6     |
| Wang Liqin        | 1998-2007          | 3           | 0              | 3                | 6     |
| Mária Mednyánszky | 1926-1931          | 5           | -              | -                | 5     |
| Viktor Barna      | 1930-1935          | 5           | -              | -                | 5     |
| Wang Hao          | 2003-2010          | -           | 3              | 2                | 5     |
| Zhang Jike        | 2011-2014          | 3           | 2              | -                | 5     |

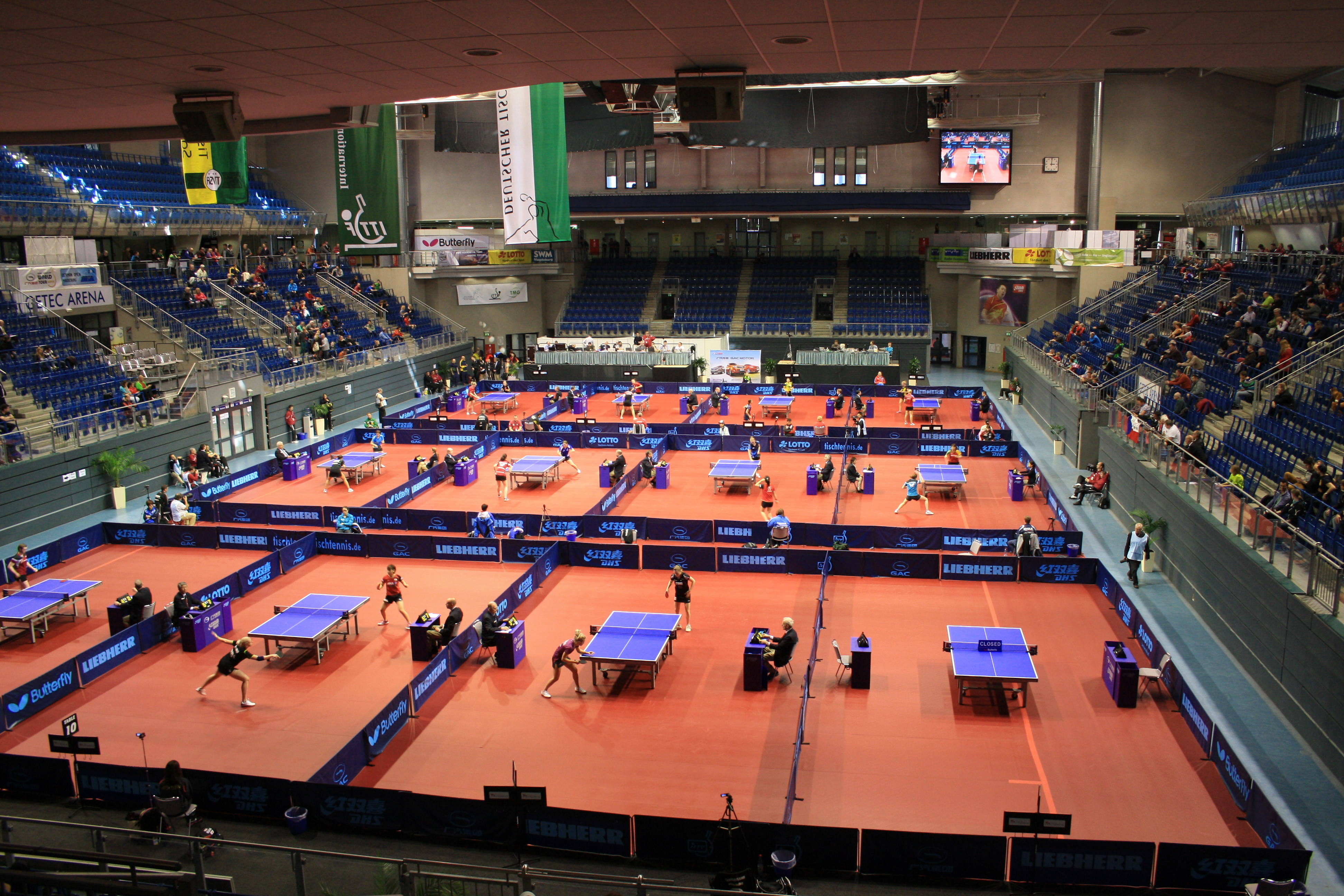
El Abierto de Alemania es una de las competiciones del World Tour, un conjunto de torneos organizados por la ITTF que se celebran en todo el mundo.

A nivel continental se desarrollan competiciones como el Campeonato Latinoamericano, los Juegos Panamericanos, el Campeonato Norteamericano, los Juegos Asiáticos o el Campeonato de Europa. También se disputan importantes ligas continentales por clubes, como la Champions League, que se viene celebrando entre clubes de toda Europa desde 1998.
A los jugadores federados se les asigna una clasificación que refleja su nivel de juego, especialmente para su distribución en diferentes categorías en las competiciones o torneos. El sistema de clasificación es diferente en cada país; para las competiciones internacionales, la ITTF publica un ranking cada mes, basado en los resultados de los jugadores en las competiciones oficiales.